# Bebearia leventisi
Bebearia leventisi är en fjärilsart som beskrevs av Jacques Hecq och Helen K. Larson 1997. Bebearia leventisi ingår i släktet Bebearia och familjen praktfjärilar. Inga underarter finns listade i Catalogue of Life.